# Dagmar von Kurmin

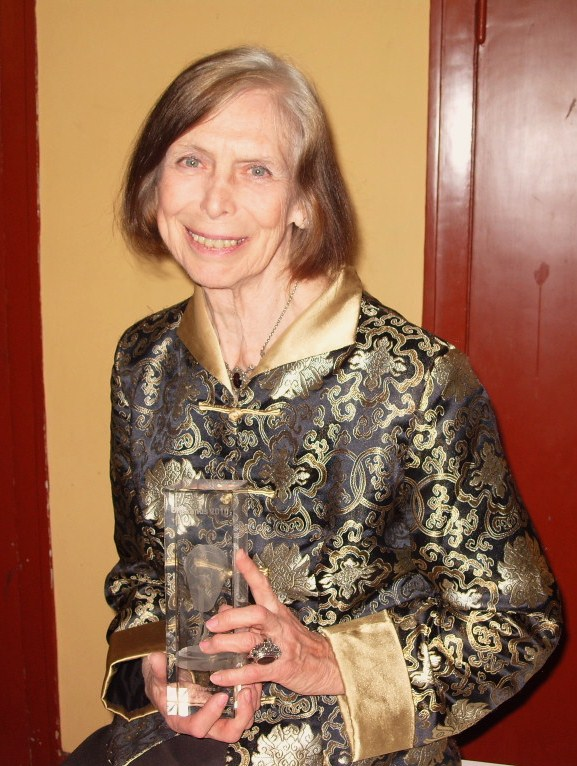
Dagmar von Kurmin (2010)

Dagmar Freifrau von Bernewitz, geborene Baronesse Dagmar von Kurmin (* 13. August 1933 in Riga, Lettland; † 1. August 2020 in Bonn) war eine deutsche Schauspielerin und Regisseurin. Bekannt ist sie auch als Sprecherin von Hörspielen und als Rezitatorin.

## Leben
Dagmar von Kurmin ist die Tochter von Autorin und Regisseurin Mara Schroeder-von Kurmin. Sie wuchs multilingual auf dem baltischen Familiengut mit Pferdezucht und Obstplantage an der russisch-estnischen Grenze auf. Ihr Vater war Husarenrittmeister in russischen Diensten. Durch den Zweiten Weltkrieg floh die Familie nach Deutschland.
Dagmar von Kurmin absolvierte von 1953 bis 1955 ihre Schauspielausbildung bei Robert Meyn in Hamburg.
1956 hatte sie ihr erstes Engagement bei Gustaf Gründgens am Deutschen Schauspielhaus in Hamburg im Stück Herrenhaus. Christian Rode war damals ihr Partner auf der Bühne, was er später noch wird in ihrer Hörspiel-Arbeit. Weitere Stationen ihrer lang andauernden Bühnenkarriere waren unter anderem Bamberg, Koblenz, Baden-Baden, Bad Godesberg und Recklinghausen im Rahmen der Ruhrfestspiele.
Von 1960 bis 1962 arbeitete sie als Fernsehansagerin, ab 1963 folgten die ersten Fernsehrollen, wobei sie eher selten in tragenden Rollen auf dem Bildschirm zu sehen war. Ihre schauspielerische Passion blieb immer die Bühnenarbeit.
Auch als Sprecherin und Regisseurin von Hörspielen machte sich Dagmar von Kurmin einen Namen, unter anderem bei den Labeln von BASF und der Deutschen Grammophon. Als Nachfolgerin von Konrad Halver arbeitete sie von 1972 bis 1973 als Hausregisseurin beim heute legendären Hörspiellabel Europa; in der kurzen Zeit dort entstanden knapp zwanzig Jugendhörspiele unter ihrer Leitung, darunter die berühmten Karl-May-Folgen und Moby Dick. Zu anderen Hörspielen verfasste sie die Dialogbücher, adaptierte z. B. Märchen der Brüder Grimm.
Als Rezitatorin zog von Kurmin, die auch fließend Englisch, Französisch, Russisch und Lettisch spricht, mit einem Balladenprogramm umher.
Ende der 1970er Jahre heiratete sie Hans-Henning Borchhardt, Freiherr von Bernewitz (* 1. Dezember 1934 Rohrlach, heute Trzcińsko, in Schlesien – † 7. August 2013 in Oberwinter). Im Theater hatte sie der geschiedene Jurist und Künstler kennengelernt. Sie blieben fortan 33 Jahre lang unzertrennlich. Der frühere Bad Harzburger Rechtsanwalt, Notar und langjährige Ratsherr, war eben auch ein vielseitig gebildete Historiker. Er machte sich schon in den 70er Kultur-Kartenmacher in der Tradition des 17. und 18. Jahrhunderts. Seine Bernewitz’schen Kulturkarten zeigen im Großformat Städten und Regionen humorvoll mit Sehenswürdigkeiten und historisch markante Themen. Dagmar von Kurmin gründete eigens den Dagmar v. Kurmin Verlag, der u. a. auch zur Herstellung und Vermarktung der ungewöhnlichen Kunstwerke diente.
Seit Anfang 2003 ist sie Mitglied im Ensemble der Titania-Hörspielproduktionen, in deren Einzelhörspielen sie wechselnde Rollen sprach. Außerdem spricht sie dort Marilla Cuthbert in der 2008 gestarteten Serie Anne auf Green Gables nach den Büchern von Lucy Maud Montgomery. 2014 spielte sie eine der Hauptrollen in dem Film Mein letztes Konzert (Regie: Selcuk Cara, Deutschland, 2014), der als Bester Kurzspielfilm August 2014, mit dem Prädikat „besonders wertvoll“ von der Deutschen Film- und Medienbewertung (FBW), Deutschland ausgezeichnet wurde.
In den letzten Jahren spielte sie in einigen Kino- und Fernsehproduktionen mit wie z. B. Danni Lowinski, Systemfehler – Wenn Inge tanzt, Bettys Diagnose, Notruf Hafenkante und Pastewka.
Von Kurmin lebte in Remagen.

## Filmografie (Auswahl)
- 1969: Weh’ dem, der erbt
- 1970: Der Polizeiminister
- 1975: Motiv Liebe – Die Freundin
- 2012: Wiegenlied (Kurzfilm)
- 2013: Systemfehler – Wenn Inge tanzt
- 2014: Mein letztes Konzert (Kurzfilm)
- 2015: 3 Türken und ein Baby
- 2016: Notruf Hafenkante (Fernsehserie, Folge Geld oder Moral)
- 2016: Herzensbrecher – Vater von vier Söhnen (Fernsehserie, Folge Falsches Spiel)
- 2017: Tatort: Fürchte dich
- 2018: Friesland (Folge Der blaue Jan)
- 2018: Alarm für Cobra 11 – Die Autobahnpolizei (Folge Bombenstimmung)
- 2019: Ein himmlisch fauler Engel (Fernsehfilm)
- 2019: Ein Fall für die Erdmännchen (Fernsehserie, Folge Ein komischer Vogel)[7]

## Hörspiele
| Gruselkabinett                             |                                             |
| 001 – Carmilla, der Vampir                 | als Die Fremde                              |
| 002 – Das Amulett der Mumie                | als Mrs. Grant                              |
| 003 – Die Familie des Vampirs              | als Fürstin und Mutter Oberin               |
| 004 – Das Phantom der Oper                 | als Madame Giry                             |
| 007 – Die Totenbraut                       | als Dienerin                                |
| 008 – Spuk in Hill House I                 | als Mutter                                  |
| 009 – Spuk in Hill House II                | als Mutter                                  |
| 015 – Der Freischütz                       | als Försterin                               |
| 017 – Dracula I                            | als Wirtin                                  |
| 018 – Dracula II                           | als Wirtin                                  |
| 019 – Dracula III                          | als Wirtin                                  |
| 021 – Der Hexenfluch                       | als Katrina van Kampen                      |
| 036 – Das Bildnis des Dorian Gray I        | als Mrs. Vane                               |
| 037 – Das Bildnis des Dorian Gray II       | als Mrs. Vane                               |
| 047 – Verhext                              | als Chessidora Cheney                       |
| 050 – Das Gespenst von Canterville         | als Mrs. Umney                              |
| 051 – Die Mumie                            | als Marktfrau                               |
| 065 – Gesellschafterien gesucht!           | als Miss Manders                            |
| 080 – Der Mönch I                          | als Äbtissin Agatha                         |
| 081 – Der Mönch II                         | als Äbtissin Agatha                         |
| 082 – Der Zombie                           | als Hänge-Zombie                            |
| 084 – Die Katze und der Kanarienvogel I    | als Mummy Pleasant                          |
| 085 – Die Katze und der Kanarienvogel II   | als Mummy Pleasant                          |
| 093 – Das Haus mit den sieben Giebeln      | als Hepibah Pyncheon                        |
| 098 – Der Schimmelreiter                   | als Trin’Jans                               |
| 100 – Träume im Hexenhaus                  | als Keziah Mason                            |
| 153 – Bulemans Haus                        | als Frau Anken                              |
| Krimiklassiker                             |                                             |
| 1 – Edgar Wallace – Das indische Tuch      | als Lady Lebanon                            |
| 2 – Sherlock Holmes – Das Zeichen der Vier | als Mrs. Bernstone und Mrs. Cecil Forrester |
| 3 – Edgar Wallace – Die blaue Hand         | als Jane Groat                              |
| Special                                    |                                             |
| 1 – Fröhliche Weihnachten, Mr. Scrooge!    | als Caroline Wilkins                        |
| 2 – Der kleine Lord                        | als Lady Lorridaile                         |
| 15 – Die Schöne und das Biest              | als Gute Fee                                |
| Anne                                       |                                             |
| Folge 1–12 und 15–20                       | als Marilla Cuthbert                        |
| Sherlock Holmes                            |                                             |
| 35 – Der Hund der Baskervilles             | als Eliza Barrymore                         |

## Auszeichnungen
- 2004 – Hörspiel-Award – Beste Sprecherin in einer Hauptrolle (für Lady Lebranon in Das indische Tuch)[8]
- 2010 – Ohrkanus-Hörbuch- und Hörspielpreis – Ehrenpreis für das Lebenswerk[9]
- 2016 – Winner: Beste Schauspielerin: TMFF – The Monthly Film Festival[10]